# Ajofrín
Ajofrín ist ein Dorf und eine zentralspanische Gemeinde (municipio) mit 2.350 Einwohnern (Stand: 2024) in der Provinz Toledo in der Autonomen Gemeinschaft Kastilien-La Mancha.

## Lage
Ajofrín liegt etwa 14 Kilometer südlich von Toledo in der historischen Provinz La Mancha in einer Höhe von ca. 770 m.
Das Klima im Winter ist rau, im Sommer dagegen trocken und warm; der Regen (ca. 453 mm/Jahr) fällt überwiegend in den Wintermonaten.

## Bevölkerungsentwicklung
| Jahr      | 1970 | 1981 | 1991 | 2001 | 2011 | 2021 |
| Einwohner | 2002 | 1871 | 2178 | 2185 | 2309 | 2236 |

## Sehenswürdigkeiten
- Magdalenenkirche
- Christuskapelle
- Andreaskapelle
- Reste der ehemaligen Ortsbefestigung
- Museum Jacinto Guerrero

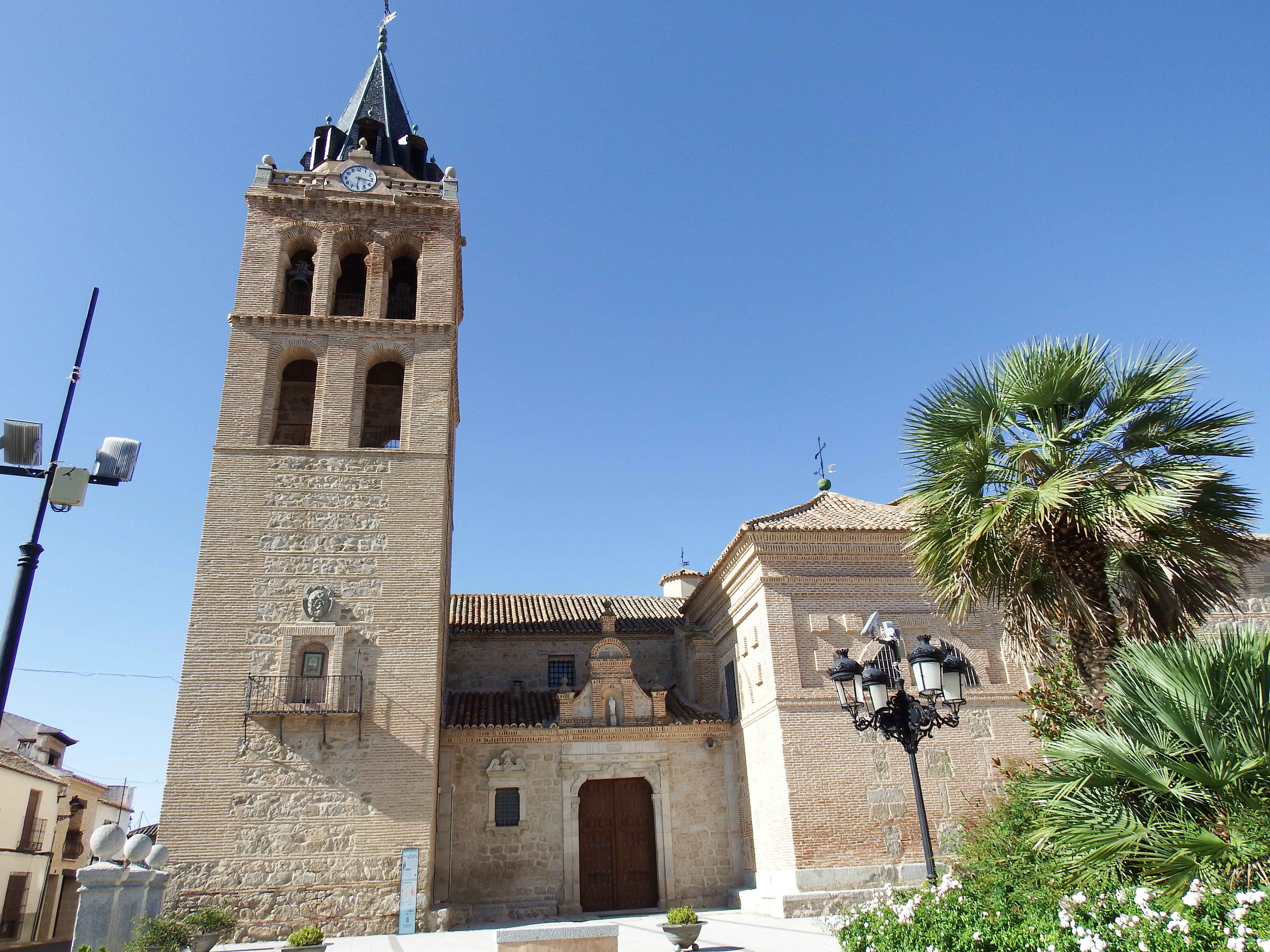
Magdalenenkirche
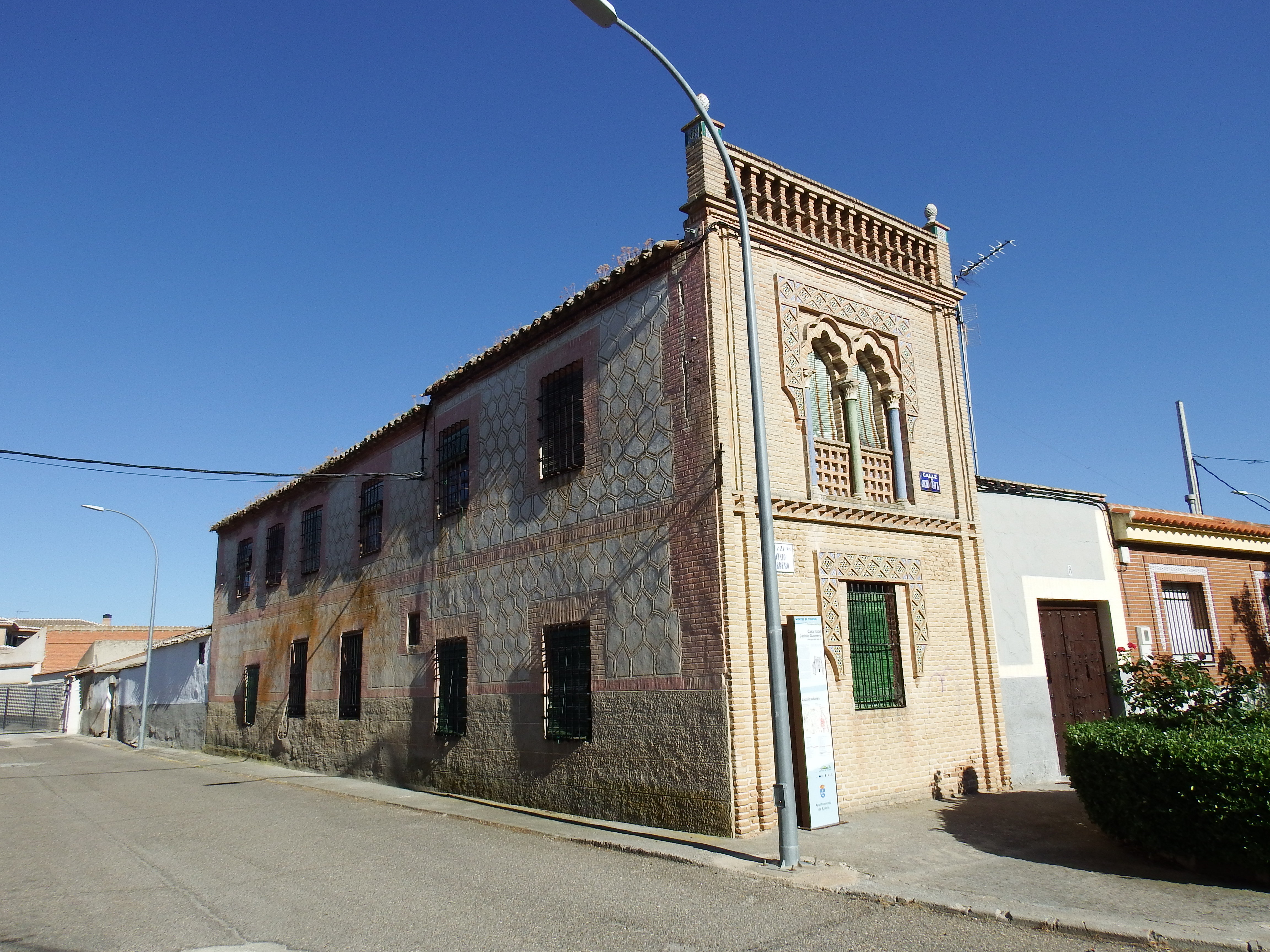
Museum Jacinto Guerrero
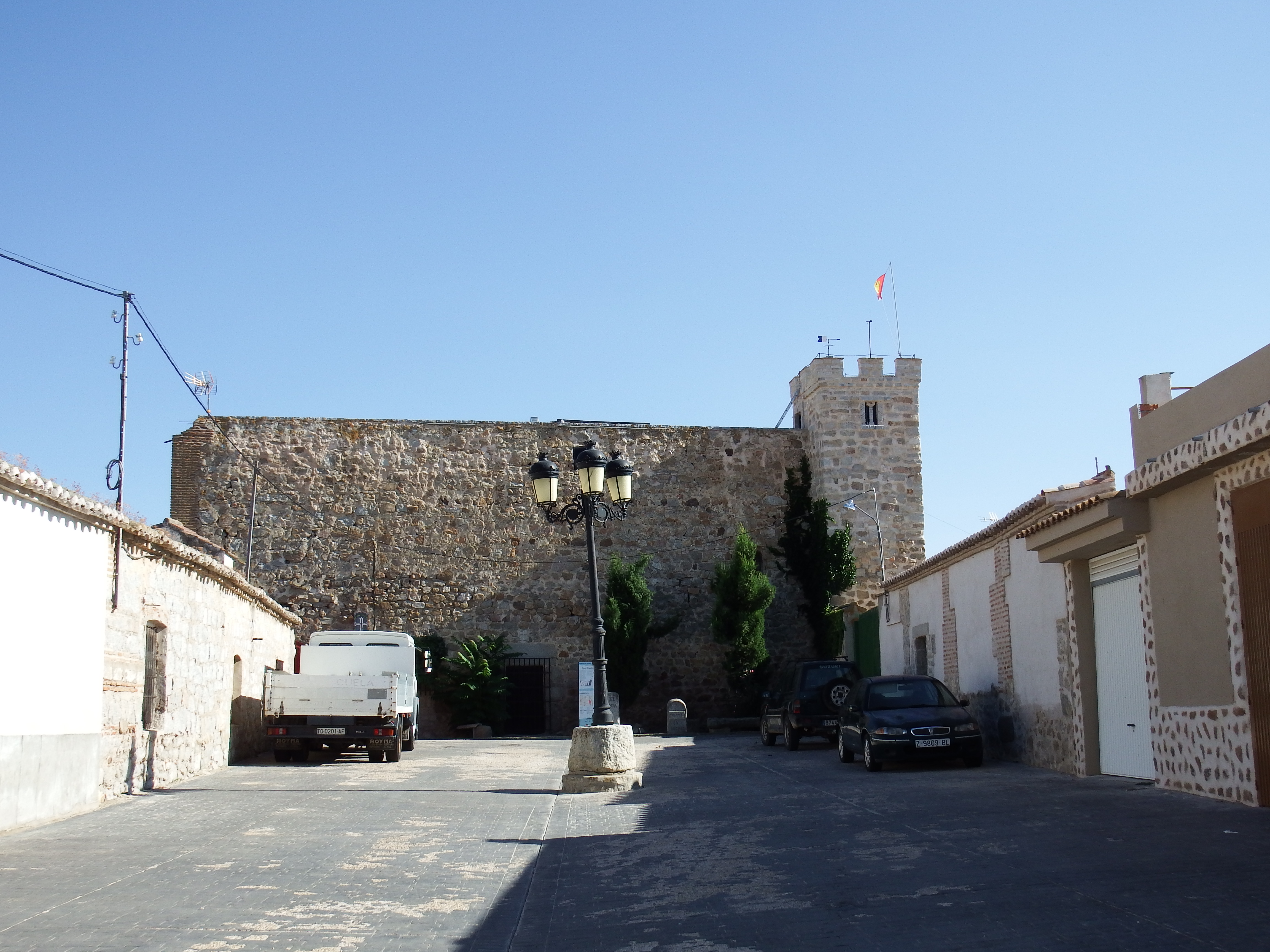
Befestigungsreste
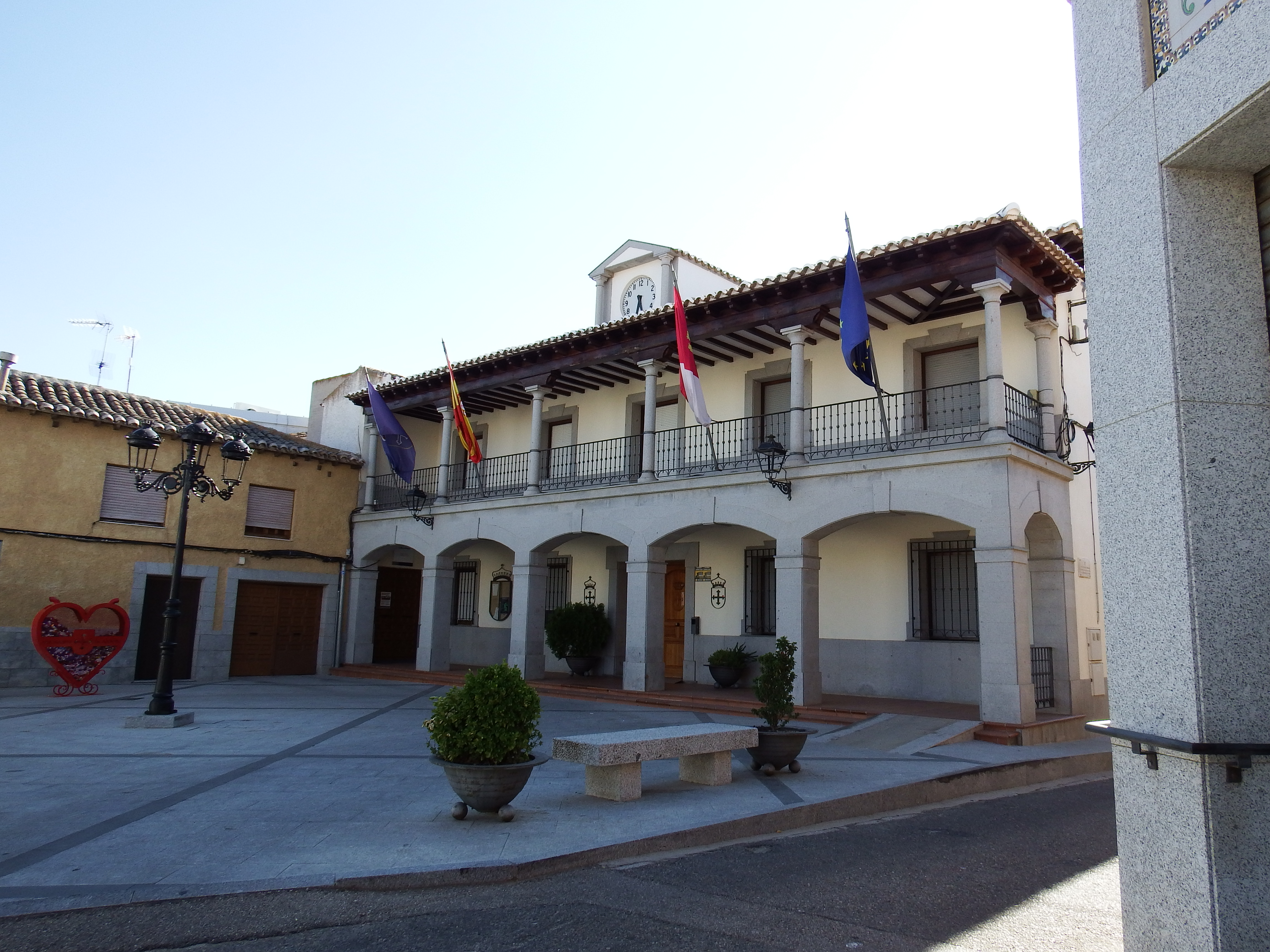
Rathaus

## Persönlichkeiten
- Jacinto Guerrero (1895–1951), Musiker und Komponist
- Antonio Molero (* 1968), Schauspieler